# Rue de la Monnaie
Rue de la Monnaie är en gata i Quartier Saint-Germain-l'Auxerrois i Paris första arrondissement. Gatan är uppkallad efter Hôtel de la Monnaie, vilket här hyste Paris myntverk från 1387 till 1776. Rue de la Monnaie börjar vid Quai du Louvre 2 och Rue du Pont-Neuf 1 och slutar vid Rue de Rivoli 75.

## Bilder
| - Gatuskylt. - Rue de la Monnaie omkring år 1865. - Rue de la Monnaie år 2012. I fonden kyrkan Saint-Eustache. |

## Omgivningar
- Saint-Germain-l'Auxerrois
- Louvren
- Impasse des Provençaux
- Rue de l'Arbre-Sec
- Rue Baillet
- Rue des Prêtres-Saint-Germain-l'Auxerrois
- Place de l'École
- Fontaine de la Croix-du-Trahoir
- Rue de la Vieille-Monnaie

### Webbkällor
- ”Rue de la Monnaie”. Mairie de Paris. https://web.archive.org/web/20160303165553/http://www.v2asp.paris.fr/commun/v2asp/v2/nomenclature_voies/Voieactu/6364.nom.htm. Läst 28 september 2023.
- ”Rue de la Monnaie (1er arrondissement)”. Les rues de Paris. https://web.archive.org/web/20190917173151/http://www.parisrues.com/rues01/paris-01-rue-de-la-monnaie.html. Läst 28 september 2023.